# دیوید دی فریدمن
 دیوید دی فریدمن (انگلیسی: David D. Friedman؛ زاده ۱۲ فوریهٔ ۱۹۴۵) اقتصاددان، دانشور حقوق، فیزیک‌دان و نظریه‌پرداز لیبرترین اهل ایالات متحده آمریکا است. او به خاطر آثارش در زمینهٔ آنارشیسم بازار شناخته می‌شود.
دیوید فریدمن فرزند میلتون و رز فریدمن است. او فوق لیسانس و دکترای خود را در فیزیک از دانشگاه شیکاگو دریافت کرد. او هم‌اکنون استاد دانشگاه سانتا کلارا است.
او مدافع نسخهٔ پیامدگرای آنارکو کاپیتالیسم است. بنیان نسخهٔ آنارشیسم فردگرای فریدمن تحلیل هزینه فایدهٔ حکومت در برابر بی حکومتی است تا فرض حقوق طبیعی خدشه ناپذیر. این نظر در برابر شیوهٔ حقوق طبیعی قرار می‌گیرد که معروفترین مدافع آن اقتصاددان و نظریه‌پرداز لیبرترین موری راتبارد بود.